# Comuna Merei, Buzău
Merei este o comună în județul Buzău, Muntenia, România, formată din satele Ciobănoaia, Dealul Viei, Dobrilești, Gura Sărății, Izvoru Dulce, Lipia, Merei (reședința), Nenciulești, Ogrăzile, Sărata-Monteoru și Valea Puțului Merei. Comuna se învecinează la est cu municipiul Buzău, în sud-est și sud cu comunele Stâlpu și respectiv Ulmeni, la vest cu comuna Pietroasele, iar la nord cu Tisău și Vernești. Clima este temperat continentală.

## Geografie
Comuna se află în zona izvoarelor râului Sărata, apă cu o lungime de 63 km, care izvorăște din dealurile din nordul comunei și curge spre sud, urmând să se verse în râul Ialomița. Cantitatea medie anuală de precipitații este de 550 l/mp.
Extremitatea sudică a comunei este aproape de zona străbătută de șoseaua națională DN1B, care leagă Buzăul de Ploiești. Acolo, lângă Popasul Merei aflat pe drumul național, DN1B se intersectează cu șoseaua județeană DJ203G, care duce spre sud-est la Stâlpu și Costești (unde se termină în DN2) și spre nord peste dealul Istrița la Tisău și apoi peste dealul Ciolanu la Măgura (unde se termină în DN10). În Merei, acest drum se intersectează cu altă șosea județeană, DJ205, care o leagă spre est de Vernești (DN10) și spre est de Pietroasele și Breaza. Comuna nu este străbătută de căi ferate, deși pe teritoriul comunei Stâlpu, învecinată în sud, se află halta CFR Băile Sărata-Monteoru, pe linia Buzău–Ploiești.

## Demografie
Componența etnică a comunei Merei
     Români (90,26%)
     Romi (3,45%)
     Alte etnii (0,07%)
     Necunoscută (6,22%)
Componența confesională a comunei Merei
     Ortodocși (91,85%)
     Alte religii (1,31%)
     Necunoscută (6,84%)
Conform recensământului efectuat în 2021, populația comunei Merei se ridică la 6.785 de locuitori, în scădere față de recensământul anterior din 2011, când fuseseră înregistrați 6.803 locuitori. Majoritatea locuitorilor sunt români (90,26%), cu o minoritate de romi (3,45%), iar pentru 6,22% nu se cunoaște apartenența etnică. Din punct de vedere confesional, majoritatea locuitorilor sunt ortodocși (91,85%), iar pentru 6,84% nu se cunoaște apartenența confesională.

## Politică și administrație
Comuna Merei este administrată de un primar și un consiliu local compus din 15 consilieri. Primarul, Ștefan Chircă[*], de la Partidul Social Democrat, este în funcție din 2012. Începând cu alegerile locale din 2024, consiliul local are următoarea componență pe partide politice:
|  | Partid                          | Consilieri | Componența Consiliului | Componența Consiliului | Componența Consiliului | Componența Consiliului | Componența Consiliului | Componența Consiliului | Componența Consiliului | Componența Consiliului | Componența Consiliului | Componența Consiliului | Componența Consiliului |
|  | ------------------------------- | ---------- | ---------------------- | ---------------------- | ---------------------- | ---------------------- | ---------------------- | ---------------------- | ---------------------- | ---------------------- | ---------------------- | ---------------------- | ---------------------- |
|  | Partidul Social Democrat        | 11         |                        |                        |                        |                        |                        |                        |                        |                        |                        |                        |                        |
|  | Alianța pentru Unirea Românilor | 2          |                        |                        |                        |                        |                        |                        |                        |                        |                        |                        |                        |
|  | Partidul Național Liberal       | 2          |                        |                        |                        |                        |                        |                        |                        |                        |                        |                        |                        |

## Istoric
Situată la sud de Valea Nișcovului și la est de Dealul Istriței, două zone în care istoria a început atunci când primii oameni s-au adunat în așezări stabile, în comuna Merei s-au scos la iveală obiecte arheologice identificate ca aparținând unor culturi și epoci localizate în mileniul IV î.e.n.
Satul Lipia, parte integrantă a comunei, a dezvăluit o necropolă și o așezare din secolul IV-V e.n.
Satul este atestat din 1583 de pe vremea lui Mihnea Turcitul într-un document prin care acesta i-a scutit pe locuitorii satului de vinarici:
| “ | ...de când s-a așezat Țara Românească de la moșii și strămoșii lor și nu li s-a luat vinariciul de nici un domn al Țării Românești | ” |

Cel mai vechi lăcaș de cult de pe teritoriul comunei este biserica Sf. Pantelimon din satul Ciobănoaia, construită din lemn în secolul al XVIII-lea de către căpitanul Constantin Bencescu și soția sa, Stana.
Cea mai veche vatră de istorie este Sărata-Monteoru. Pe teritoriul satului s-au identificat vestigii ale unei așezări neolitice, cultura Aldeni II Stoicani, la mică distanță față de urmele unei alte așezări, de data aceasta din epoca bronzului. În același areal, urmele unei așezări fortificate și mai multe cimitire care conțineau obiecte arheologice specifice l-au făcut pe Ion Nestor să definească și să introducă în cercetarea arheologică cultura de tip Monteoru, care durează de la sfârșitul perioadei timpurii și până în cea târzie a epocii bronzului.
La sfârșitul secolului al XIX-lea, comuna Merei făcea parte din plasa Sărata și era formată doar din cătunele Merei, Odăile și Valea Puțului, având în total 1300 de locuitori ce trăiau în 288 de case. În comuna Merei funcționau 2 școli de băieți și una de fete în satul de reședință, 2 biserici ortodoxe (una în Merei și alta în Valea Puțului), 3 mori de apă și o rafinărie de petrol. Pe teritoriul actual al comunei, în aceeași plasă, mai funcționau și comunele Lipia, Gura Sărății și Monteoru. Comuna Lipia era formată din satele Lipia, Ciobănoaia, Nenciu și Valea Puțului, cu 2310 locuitori în total; în comuna Lipia funcționau o școală de băieți cu 66 de elevi, una de fete cu 44 de eleve, și 4 biserici. Comuna Gura Sărății avea cătunele Atârnați, Cârlești, Ciuhoiu, Dobrilești, Gura Sărății, Izvoru Dulce, Muscelu Dării, Nenciulești-Moșneni și Valea Botii, cu o populație totală de 3330 de locuitori; aici exista o școală de băieți cu 82 de elevi la Atârnați, una mixtă cu 72 de elevi (din care 17 fete) la Valea Botii și 3 biserici. Comuna Monteoru avea centrul în stațiunea Sărata-Monteoru, și avea în componență și satele Bugheni și Ogrăzile, cu o populație totală de 1770 de locuitori. La Monteoru funcționau o școală de băieți și una de fete în care învățau 43, respectiv 28 de copii; o biserică, o moară cu aburi, o moară de apă cu turbine, și două rafinării de petrol ale lui Grigore Monteoru.
În 1925, comunele aveau aproximativ aceeași configurație, făcând parte din plasa Nișcov a aceluiași județ. Ca populație ele aveau respectiv 5000 de locuitori (Gura Sărății), 2600 (Lipia), 1125 (Merei) și 2068 (Monteoru) În 1931, ele aveau următoarea configurație: comuna Lipia cu satele Ciobănoaia, Lipia și Odăile; comuna Gura Sărății cu satele Atârnați și Gura Sărății; comuna Monteoru cu satele Sărata-Monteoru și Sărata-Nenciulești; comuna Merei cu satele Merei, Ogrăzile, Valea Puțului-Lipia și Valea Puțului-Merei.
În 1950, ele au fost arondate raionului Buzău din regiunea Buzău și apoi (după 1952) din regiunea Ploiești. În 1964, satul Atârnați a luat numele de Dealu Viei. Forma actuală a luat-o comuna în 1968, odată cu reformarea organizării administrative a României comuniste, prin alipirea la comuna Merei a fostelor comune Izvoru Dulce (fosta Gura Sărății), Sărata Monteoru și Lipia. Atunci mai multe sate au fost și comasate, satul Ciuhoiu fiind inclus în Dobrilești, Oizan și Nenciu în Ciobănoaia, Odăile în Lipia, Sărata-Nenciulești în Sărata-Monteoru, Turturești în Nenciulești, Valea Botei în Izvoru Dulce. Comuna a fost arondată județului Buzău, reînființat.

## Turism
Localitatea Sărata Monteoru este o stațiune balneară, cunoscută pentru băile sărate și băile de nămol de acolo. În stațiune există o unitate de tratament balnear a Ministerului Muncii, precum și mai multe locuri de cazare (pensiuni, campinguri). În localitate se poate vizita parcul dendrologic amenajat în curtea vilei Monteoru, fost proprietar al stațiunii, precum și mina de petrol unică în Europa și situl arheologic de pe dealul Cetățuia.

## Economie
În comună sunt înregistrate 123 societăți comerciale care au ca obiect de activitate: agricultura, viticultura, extragerea petrolului, prelucrarea lemnului, prelucrarea cărnii, turism, comerț.
În industrie funcționează 8 societăți cu capital privat. În industria alimentară, în localitatea Lipia compania Avicola Buzău deține o fermă. În zona Monteoru, se extrage petrol, activitatea fiind desfășurată sub administrarea Schelei Berca a companiei Petrom.
În agricultură activează 14 societăți (10 cu capital privat) care lucrează 6208 ha teren arabil și vie.

## Cultură
În comună sunt 3 cămine culturale și o bibliotecă comunală (N. Gr. M. Nigrim) cu peste 10.000 de volume.

## Personalități culturale
- Nicolae Grigore Mihăescu-Nigrim (1871-1951) - poet, prozator, dramaturg, publicist;
- Alexandrina Mihăescu (1876-1895) - poetă;
- Ion Gheorghe - poet, prozator.

## Monumente istorice

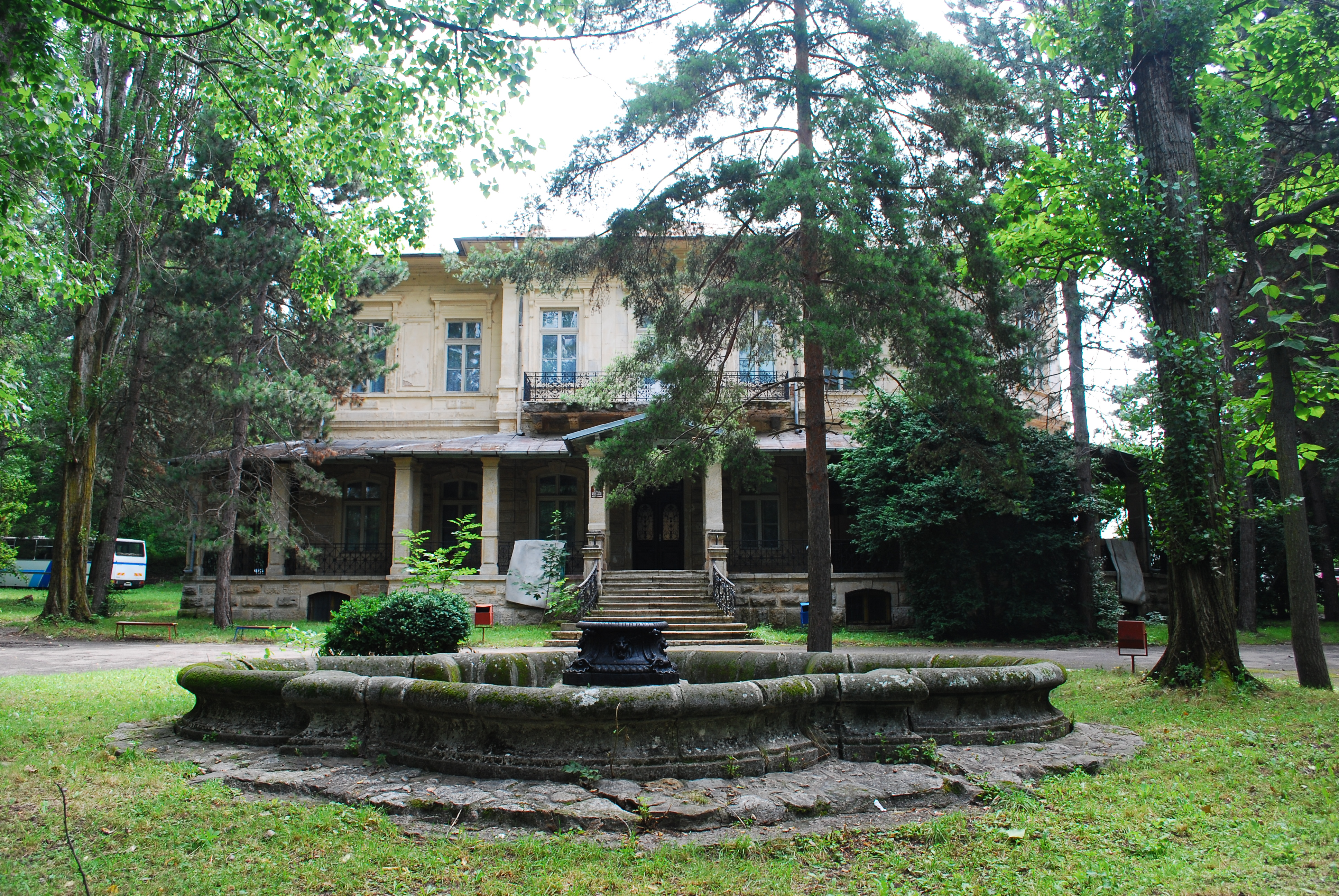
Vila Monteoru, monument istoric din stațiunea Sărata-Monteoru, comuna Merei

În comuna Merei se află situl arheologic de interes național din zona Dealul Cetățuia-Poiana Scorușului, lângă Sărata-Monteoru, unde s-a descoperit o mare așezare cu necropolă din Epoca Bronzului (mileniul al III-lea–al II-lea î.e.n.); cultura arheologică în care a fost încadrată această așezare a primit numele de „cultura Monteoru” de la acest sit. În afara așezării din cultura eponimă, situl cuprinde și alte așezări din alte epoci: una mai veche, eneolitică, aparținând culturii Cucuteni (faza B), cea mai sudică așezare a acestei culturi arheologice; altele mai noi, respectiv o așezare din perioada Halstatt timpurie (secolele al XII-lea–al IX-lea î.e.n.), una geto-dacică din perioada Latène (secolele al II-lea–I î.e.n.), o necropolă de incinerație din epoca migrațiilor (secolele al VI-lea–al VII-lea e.n.) și o așezare medievală timpurie din secolele al X-lea–al XII-lea.
În rest, în comuna Merei se află alte nouăsprezece obiective incluse pe lista monumentelor istorice din județul Buzău ca monumente de interes local. Nouă dintre acestea sunt situri arheologice: situl „La Huioabă” de la Sărata Monteoru, cel de la „Hula Pităresei” de la sud de satul Valea Puțului Merei, cel de la vest de satul Dealu Viei, cel de la Izvoru Dulce, cel de la Movila Drumul Oilor și cel de la Movila de la Baltă (ambele lângă Lipia), așezarea geto-dacică de pe Dealul Călugărului de lângă satul Merei, necropola din epoca migrațiilor de la sud de satul Ogrăzile, și amplul sit arheologic de la Nenciulești.
Cinci sunt monumente de arhitectură: biserica de lemn „Sfântul Pantelimon” de la Ciobănoaia datând din secolul al XVIII-lea; pivnița brâncovenească de la sfârșitul secolului al XVII-lea din satul Izvoru Dulce; biserica „Sfânta Troiță” cu clopotnița, din același sat (construită la 1813); mina de petrol de la Sărata Monteoru (1874) și ansamblul „Băile Monteoru” cuprinzând bazinele vechi (1888–1895) și vila Monteoru (1903). Alte cinci monumente sunt clasificate ca monumente memoriale și funerare, toate fiind vechi cruci de piatră răspândite pe teritoriul comunei: la Dealu Viei (secolul al XVIII-lea), la Izvoru Dulce (1808), la Ogrăzile (1834) și două cruci din secolul al XIX-lea aflate la Valea Puțului Merei.

## Sănătate
În comună sunt 1 dispensar medical uman și 3 puncte sanitare, un cabinet stomatologic și un dispensar veterinar.

## Învățământ
Instituțiile de învățământ din comună sunt:
- 3 școli cu ciclu gimnazial (Merei, Izvoru Dulce, Lipia)
- 4 școli cu ciclu primar (Ogrăzi, Lipia, Dealu Viei, Sărata-Monteoru, Gura Sărății)
- 6 grădinițe (Merei, Lipia, Sărata-Monteoru, Dealu Viei, Ogrăzi, Izvoru Dulce)

## Sport
Echipa locală de fotbal Partizanul Merei a activat o vreme în Liga a III-a. În comună există 3 baze sportive, dar echipa își disputa jocurile în liga a III-a la Buzău, pe un teren artificial aflat lângă stadionul Municipal.